# Ermen Parini
Ermen Parini, née le 5 août 1872 à Massagno et morte le 4 août 1926 à Paris, est une peintre française.

## Biographie
Armanda Ermengarda Kranichfeld est la fille d'Édouard Kranichfeld et d'Angèle Parini.
Durant la Première Guerre mondiale, elle dessine sur papier les scènes de l'arrière.
En 1921, elle obtient la naturalisation française.
Elle remporte le prix Marie-Bashkirtseff en 1923 et le prix Pillini en 1926 partagé avec Gabrielle Berrhagorry-Suair.
Elle est morte célibataire à l'hôpital Necker à l'âge de 53 ans. Elle est inhumée trois jours plus tard au cimetière parisien de Bagneux.